# Achisch (Ekron)
Achisch (אכיש) beziehungsweise Ikausu war ein König von Ekron, einer Stadt der Philister.
Unter dem Namen Ikausu ist er aus keilschriftlichen Quellen seit Ende des 19. Jahrhunderts als Herrscher von Ekron bekannt. Der Personenname Achisch wiederum war bereits durch die biblische Gestalt des Königs Achisch von Gat, zu welchem David vor Saul flieht (1 Sam 21  bzw. 1 Sam 27 ), bekannt. Dass die beiden Namen etymologisch zusammenhängen, wurde rasch vermutet, blieb aber unsicher. Durch den Fund einer Bauinschrift auf dem Tell Miqne im Juli 1996, die als Bauherr einen Herrscher Achisch nennt, konnte aber sowohl die Identität des Tells mit Ekron als auch die Identität von Achisch mit Ikausu belegt werden.